# EXILE LOVE
《EXILE LOVE》是EXILE的第6張專輯。Oricon最高排行第1、初動銷量67.0萬張。

## 解說
前作『EXILE EVOLUTION』之後約9個月發售的第2章在2007年的第2張專輯。前一張為"進化"，而此作是以「愛」為觀點的專輯。
以「CD+2DVD（綜合娛樂版）」和「CD only」2種形式發售。都收錄有附加曲，但「綜合娛樂版」與「CD only」收錄的曲目各不相同。「綜合娛樂版」收錄曲為「Touch The Sky feat.Bach Logic」及「24karats -type EX-」。「CD only」則只收錄「Lovers Again -Orchestra Version-」。「Lovers Again -Orchestra Version-」是為紀念因OKAXILE的效果，使「Lovers Again」音樂下載突破500萬次而收錄。
初回特典「綜合娛樂版」是OKAXILE海報（A2大小），「CD only」則是EXILE原創明信片4張組。
2張組DVD的第1張收錄包含為了此專輯而拍攝的新歌「Touch The Sky feat.Bach Logic]的PV共5首PV。另外收錄了動畫「EXILE武士」（エグザムライ）的序章。第2張則收錄2007年8月5日在東京國際展示場舉行的最後公演的現場演唱及紀錄影片，還有同年10月6日（11月10日是未公開集）富士電視系列播放的「めちゃ×2イケてるッ! いい意味でヤバイッすOKAXILE Special」中介紹的搞笑團體NINETY-NINE的岡村隆史客串參加，受到很大迴響的OKAXILE的現場演唱會影片。
新星堂各店舗還有HMV和7-Eleven等在網路尚先行發售，舉辦「I Believe」、「君がいるから」、「SUMMER TIME LOVE」、「響 〜HIBIKI〜」、「Beautiful」、「Touch The Sky feat.Bach Logic」的搶先試聽，LAWSON的各店舗店内廣播則在11月22日到28日這段期間，一天播放成員１人的訊息及推薦曲目一次。第一天為HIRO，再來是USA、ATSUSHI、TAKAHIRO、MATSU、AKIRA、MAKIDAI的順序廣播至28日。
此次沒有純音樂而只有歌曲是EXILE的第一次嘗試。

本作發售至第5天時出貨量已經突破100張。也因「OKAXILE」的效果，初動銷量為前作2倍以上的67.0萬張，光初動就超過了前作『EXILE EVOLUTION』的累積銷量。
到了登場的第4週，銷售量突破了100萬張。原創專輯突破百萬是『EXILE ENTERTAINMENT』以來約4年後第一次。
獲得2007年年度最佳專輯的榮譽。也是2008年第一張百萬專輯。
2008年1月時出貨量以突破150萬張，是EXILE包含第一章在內的原創專輯中賣最好的。

## 收錄歌曲

### DISC1: CD
1. What Is love (4:09)
（作詞：michico　作曲：michico,T.Kura）
日本電視系「オトナの資格」（大人的資格）片尾曲
2. I Believe (4:57)
（作詞：TAKAHIRO　作曲：淺田將明）
日本電視系 「音樂戰士」2007年11月POWER PLAY
MIT「music.jp」電視廣告曲
3. Beautiful (3:35)
（作詞：Yoko Hiji　作曲：春川仁志）
Acecook「超級杯1.5倍泡麵」廣告曲
4. 響〜HIBIKI〜 (5:15)
（作詞：ATSUSHI　作曲：坂詰美紗子）
MAKIDAI主演電影「きみに届く声」主題曲
5. 君がいるから（因為有你）(4:41)
（作詞：ATSUSHI　作曲：中野雄太）
東日本旅客鐵道「TYO」廣告曲
日本電視系「The Sunday」2007年12月－2008年1月片尾曲
6. Make Love (4:15)
（作詞：michico　作曲：michico,T.Kura）
日本電視系「週一電影」主題曲
7. SUMMER TIME LOVE (3:59)
（作詞：ATSUSHI　作曲：真白リョウ）
山崎製麵包「Lunch pack」廣告曲
日本電視系「スッキリ!!」2007年5月度片尾曲
日本電視系「GOOD LOOKIN′CLUB」2007年5月度片尾曲
日本電視系 「音樂戰士」2007年5月POWER PLAY
MTI「music.jp」電視廣告曲
8. 空から落ちてくるJAZZ（從天而降的JAZZ）(3:54)
（作詞：谷中敦（Tokyo Ska Paradise Orchestra）作曲：淺田將明）
日本電視系「NNN News Realtime」主題曲
9. love (4:49)
（作詞：ATSUSHI　作曲：平田祥一郎）
日本電視系「ラジかるッ」12月片尾曲
10. sayonara (4:52)
（作詞：ATSUSHI　作曲：高木宏明）
日本電視系「音樂戰士」2008年1月POWER PLAY
11. 変わらないモノ（不變的心意）(4:58)
（作詞：ATSUSHI　作曲：宅見將典）
大發工業「Tanto custom」廣告曲
日本電視系「音樂戰士」2007年12月POWER PLAY
12. 時の描片〜トキノカケラ〜（時光碎片） (4:56)
（作詞・作曲：宮地大輔）
富士電視系日劇「山女壁女」主題曲

#### 附加曲
- 綜合娛樂版

1. Touch The Sky feat.Bach Logic (4:01) ☆
（作詞：STY, Bach Logic　作曲：Bach Logic,STY）
Schick 廣告曲
2. 24karats -type EX-／Sowelu，EXILE,DOBERMAN INC (5:20) ☆
（作詞：STY,P-CHO,GS,TOMOGEN,KUBO-C　作曲：Bach Logic,STY）
「Gold 24karats Diggers」形象歌曲
  - ☆···只收錄在綜合娛樂版中

- CD only

1. Lovers Again -Orchestra Version- (5:24) ★
（作詞：松尾潔　作曲：中村仁）
  - ★···只收錄於CD only版中

### DISC2: DVD1
- Video Clip

1. Touch The Sky feat. Bach Logic
2. SUMMER TIME LOVE
3. 時の描片〜トキノカケラ〜（時光碎片）
4. 24karats -type EX-
5. I Believe

- Animation Movie

1. エグザムライ（EXILE武士）序章

### DISC3: DVD2
- EXILE LIVE TOUR 2007 「EXILE EVOLUTION ～SUMMER TIME LOVE～」 
With Tour Document Movie (2007.8.5 TOKYO BIG SIGHT)

1. EVOLUTION
『EXILE EVOLUTION』第二首歌
2. 響 〜HIBIKI〜
第24張單曲『SUMMER TIME LOVE』的收錄曲
3. Choo Choo TRAIN
收錄在『SUMMER TIME LOVE』初回限定版的附加曲
4. Dream Catcher
『EXILE EVOLUTION』第13首歌
5. ゆれる／JONTE
JONTE的出道單曲
6. Blue Sky / COLOR
新生COLOR的第2張單曲
7. No Other Man feat.NaNa
『EXILE EVOLUTION』第9首歌
8. J.S.B Is Back / J Soul Brothers
新生J Soul Brothers的現場演唱會所演出的歌曲。作曲是替安室奈美惠等作曲的Nao'ymt。
9. WON'T BE LONG feat.NEVER LAND
『EXILE EVOLUTION』第7首歌
10. DANCER'S ANTHEM
『EXILE EVOLUTION』第8首歌。參考90年代的西洋HIP HOP歌曲的舞曲。
11. SUMMER TIME LOVE
第24張單曲
12. 運命のヒト -Orchestra Version-（命中註定）
『EXILE EVOLUTION』初回限定版的附加曲
13. 道
第23張單曲
14. 時の描片〜トキノカケラ〜（時光碎片）
第25張單曲
15. One love
『EXILE EVOLUTION』第15首歌
16. Lovers Again
第22張單曲
17. Choo Choo TRAIN/OKAXILE
2007年8月5日由EXILE×岡村隆史的OKAXILE的特別表演演出